# Galvanisk tæring
'Galvanisk tæring eller galvanisk korrosion opstår når to forskellige metaller har elektrisk forbindelse til hinanden. Vil der- hvis de sænkes ned i en [elektrolyt], gå en strøm  elektroner fra det ene metal til det andet. Det af de to metaller som er mindst ædelt, (det længst fra guld i spændingsrækken) vil blive tæret op når elektronerne forsvinder. 
Eksempel: På et skib med stålskrog og bronze propeller har de to legeringer forbindelse gennem havvandet. (Jern / tin og kobber) For at at undgå korrosion af stålet (jernet) kan der monteres offeranoder af et mindre ædelt metal end jern på skroget af f.eks zink. Så vil zinkanoderne blive ædt op før skroget.
F.eks. har inspektionsskibet Vædderen, som sejler med Galathea 3 ekspeditionen, 2000 kg zinkanoder monteret på skroget.